# Петросян, Галуст Арменович
Галу́ст Арме́нович Петрося́н (арм. Գալուստ Արմենի Պետրոսյան; 5 сентября 1981, Ереван, Армянская ССР, СССР) — армянский футболист, нападающий. Выступал за сборную Армении.

## Клубная карьера
Будучи молодым футболистом, Петросян выступал за молодёжный состав ереванского клуба «Арарат». Из-за непопадания в основной состав команды, перешёл в «Двин».
В 2001 году оказался в «Динамо-2000», в составе которого стал лучшим бомбардиром в клубе, наколотив в ворота соперников 9 мячей. В чемпионате Армении 2002 выступал в составе «Арарата», куда он перешёл в из «Динамо-2000». В 2003 году из-за исключения «Арарата» из всех соревнований перешёл в «Пюник», в составе которых провёл полтора сезона и стал двукратным чемпионом Армении.
В середине сезона 2004 года в период трансферного окна заключил контракт с кишинёвским «Зимбру». В составе «зубров» провёл 3 сезона, забив 16 голов в 58-ми матчах.
В 2008 году возвращается в «Пюник», проводит за клуб три игры за Кубок и перешёл в белорусский «Сморгонь». Однако в следующем году возвращается в Армению, заключив контракт с действующим на тот момент обладателем Кубка Армении по футболу «Араратом». Кадровые перестановки в клубе, неудачное выступление в первенстве и редкое появление на поле вынудили в середине сезона перейти в «Улисс». Однако и здесь из-за большой конкуренции был отдан в фарм-клуб «Улисса» — «Шенгавит», который принимал участие в Первой лиге. Сам Петросян описал сезон 2009 как наихудший.
После истечения контракта с «Улиссом» переходит в тегеранский «Каве». Во многих матчах Галуст выходил на позиции левого полузащитника. За этот небольшой отрезок времени стабильно показывающий игру Галуст Петросян стал основным игроком. Более того, Галуст является лучшим бомбардиром клуба в этом сезоне. Срок контракта истекает по завершении этого сезона. Летом 2011 года покинул расположение клуба, став свободным агентом.

## Карьера в сборной
Петросян был приглашён в сборную в 2002 году в период выступлений за «Арарат». Однако всё это время сидел только в запасе. Первую игру в форме сборной по футболу провёл лишь два года спустя в 2002 году 2 февраля в товарищеском матче против сборной Венгрии, в кипрском городе Пафос. Матч закончился со счётом 2:0 в пользу венгерской сборной. Всего за сборную Петросян провёл 7 матчей и забил один мяч в ворота сборной Казахстана.

## Достижения

### Командные достижения
«Пюник»
- Чемпион Армении (2): 2003, 2004
- Обладатель Кубка Армении (1): 2004
- Финалист Суперкубка Армении (1): 2003

«Зимбру»
- Серебряный призёр Чемпионата Молдавии (2): 2005/06, 2006/07
- Бронзовый призёр Чемпионата Молдавии (1): 2003/04
- Обладатель Кубка Молдавии (1): 2006/07
- Финалист Суперкубка Молдавии (2): 2004, 2007

### Личные достижения
- Лучший бомбардир Армении: 2004

## Личная жизнь
Имеет брата Артура Петросяна, который также является профессиональным футболистом.